# 熱帶風暴貝碧嘉 (2013年)
| 太平洋颱風季             |
| 主題頁 - 專題 - 編輯指南 |

熱帶風暴貝碧嘉（英語：Tropical Storm Bebinca，國際編號：1305，聯合颱風警報中心：WP052013，菲律賓大氣地球物理和天文管理局：Fabian）為2013年太平洋颱風季第5個被命名的風暴。「貝碧嘉」一名由澳門提供，是一種牛奶布丁，澳門人喜愛的食物，可於澳門的葡國餐廳找到。

## 發展過程
2013年6月19日，一個熱帶擾動在南海中部海面上生成。美國海軍研究實驗室給予擾動編號94W。上午7時，聯合颱風警報中心對其在24小時內形成為熱帶氣旋的機會給予「LOW」的評級。上午11時，聯合颱風警報中心將發展機率升級為「MEDIUM」。香港天文台表示「不穩定天氣正影響南海中部」。下午8時，日本氣象廳將其升格為低壓區。
6月20日上午2時，日本氣象廳將其升格為熱帶低氣壓，同時發出烈風警報。香港天文台在凌晨表示「一個低壓區正為南海中部帶來不穩定天氣」，在早上7時45分表示「南海中部的氣壓頗低，一個熱帶低氣壓似乎在形成中」，並在上午9時半表示南海中部的低壓區已增強為熱帶低氣壓。下午12時半，聯合颱風警報中心發佈熱帶氣旋形成警報。下午2時，聯合颱風警報中心將發展機率升級為「HIGH」。下午10時，聯合颱風警報中心將其升格為熱帶低氣壓，並給予編號05W。該熱帶低氣壓向東北偏北移動，受制於南海的垂直風切變，強度變化不大。
6月21日上午9時30分，日本氣象廳將其升格為熱帶風暴，並命名為貝碧嘉。貝碧嘉改向西北至西北偏西移動，速度約為每小時18公里。中國中央氣象台將其升格為熱帶風暴。香港天文台緊隨其後，在上午10時45分表示「位於南海北部的熱帶低氣壓已增強為熱帶風暴，並命名為貝碧嘉」。下午5時，聯合颱風警報中心將其升格為熱帶風暴。當晚貝碧嘉持續增強，直至強度達熱帶風暴上限，增強趨勢才停止；其環流亦突然明顯擴大，強風範圍由半徑約170公里迅速而顯著地擴大至半徑約350公里。
6月22日凌晨，貝碧嘉改向西或西北偏西移動，中午時份再改向西南偏西移動，掠過海南。中央气象台指贝碧嘉于上午11时10分前后在海南省琼海市潭门镇沿海登陆。下午5時，聯合颱風警報中心將其降格為熱帶低氣壓。
6月23日，貝碧嘉進入北部灣後，突然大幅減速至緩慢向西北偏西移動，漸轉向偏北緩慢移動。下午5時，聯合颱風警報中心發出最後警報。中央氣象台指貝碧嘉於下午10時30分前後在越南太平省東部沿海再度登陸。
6月24日凌晨，香港天文台表示貝碧嘉減弱為熱帶低氣壓，並在早上7時45分表示貝碧嘉已減弱為低壓區。下午2時50分，日本氣象廳將其降格為熱帶低氣壓。

## 影響

### 菲律賓
6月20日上午11時，菲律賓大氣地球物理和天文管理局將已進入責任範圍的低壓區升格為熱帶低氣壓，並發佈第一報熱帶氣旋資訊，命名為Fabian。
6月21日上午5時，貝碧嘉離開離開菲律賓氣象部門責任範圍，發佈最後一報熱帶氣旋資訊。

### 香港
當地發出之最高熱帶氣旋警告信號： 三號強風信號
貝碧嘉在6月20日上午9時半被天文台升級為熱帶低氣壓時，已集結在香港之東南偏南約800公里。但天文台表示，當日發出熱帶氣旋警告信號機會不大。受華南上空反氣旋及貝碧嘉的下沉氣流共同影響，當日全港天氣酷熱，天文台錄得最高氣溫攝氏34.2度，屬該年至當日為止最高氣溫，酷熱天氣警告持續生效。
6月21日，貝碧嘉開始改向西北移動。在沒有預先發出「特別天氣提示」之下，香港天文台在早上7時40分發出一號戒備信號，當時貝碧嘉集結在香港之東南偏南約520公里。天文台表示，當日日間發出三號熱帶氣旋警告信號的機會不大；但隨著貝碧嘉增強為熱帶風暴，天文台表示會在晚上考慮是否需要改發三號信號。當日日間香港天氣仍然酷熱，天文台錄得最高氣溫攝氏33.7度；隨著香港天氣在日落時份轉壞，變為多雲、有狂風驟雨、吹清勁東至東北風，以及全港氣溫入夜後均降至攝氏33度以下，天文台在晚上8時正取消酷熱天氣警告。天文台在下午6時45分表示未來數小時考慮發出三號信號，並在晚上8時20分發出三號強風信號，當時貝碧嘉集結在香港以南約350公里。天文台預計，貝碧嘉將於翌日（6月22日）早上最接近香港，並預料三號信號會在6月21日晚間維持。當晚本港普遍吹偏東強風，離岸及高地間中吹烈風。
由於貝碧嘉在6月21日晚上採取偏西移動路徑，貝碧嘉提早在6月22日午夜12時最接近香港，在香港之西南偏南約340公里掠過。隨著貝碧嘉開始遠離，天文台在凌晨4時45分表示未來數小時考慮改發一號熱帶氣旋警告信號。但由於多處地區風勢在日出時份不跌反升，普遍地區在凌晨5時前後仍受東至東南強風影響。風勢在早上6時一度開始緩和，天文台在早上6時45分表示考慮在上午10時前改發一號信號；可是早上7時至8時期間，多個自動氣象站風速突然飆升，長洲更一度錄得烈風。短暫飆升過後，香港境內風力全面緩和，天文台在上午9時10分改發一號戒備信號，當時貝碧嘉集結在香港之西南約410公里。貝碧嘉進一步遠離，天文台在上午11時15分取消所有熱帶氣旋警告信號，當時貝碧嘉集結在香港之西南約450公里。教育局宣佈，幼稚園、肢體傷殘兒童學校、智障兒童學校在6月22日上午停課。
風暴期間，天文台測風網絡的指定8個自動氣象站中有3站錄得強風，其中1站更錄得烈風，三號信號只欠1站便達標。啟德自動氣象站站在6月21日下午6時失靈，需要緊急維修，在6月22日凌晨12時40分恢復運作。長洲、機場及西貢錄得最高10分鐘平均風速為每小時64、44及42公里。維多利亞港港內亦受強風影響，尖沙咀天星碼頭自動氣象站錄得最高10分鐘平均風速每小時43公里。

### 澳門
當地懸掛之最高熱帶氣旋信號： 三號風球
氣象站瞬間最低氣壓：987.9 hPa（6月21日下午5時42分）
風暴中心與澳門之最近距離：澳門西南偏南約320公里（6月22日上午6時）
6月21日早上8時，澳門地球物理暨氣象局懸掛本年度首個一號風球。下午4時，貝碧嘉集結在澳門東南偏南約420公里，以時速18公里向西北移動，澳門氣象局表示同日至翌日清晨改掛較高風球機會不大。
由於貝碧嘉在6月22日凌晨提早接近澳門，令廣泛地區吹強風，澳門氣象局被逼提早在凌晨4時正懸掛本年度首個三號風球。其後澳門教育暨青年局宣佈幼兒教育和特殊教育的班級上午停課。貝碧嘉於早上7時最接近澳門，在澳門西南偏南約330公里掠過，以時速18公里向西北偏西移動，氣象局預計三號風球會維持一段時間。隨後貝碧嘉遠離澳門，氣象局在上午10時半除下所有風球，當時貝碧嘉集結在澳門之西南約350公里。

#### 雨量
| 氣象站               | 信號懸掛期間總雨量(毫米) |
| -------------------- | ------------------------ |
| 大潭山站             | 9.0                      |
| 大砲台站             | 5.6                      |
| 紀念孫中山市政公園站 | 3.8                      |
| 路環分站             | 8.4                      |
| 九澳站               | 9.2                      |
| 海事博物館站         | 10.4                     |

### 中國大陸
當地發出之最高颱風預警信號： 颱風藍色預警信號
6月21日上午10時，中央氣象台發佈颱風藍色預警信號。
6月24日上午6時，中央氣象台解除颱風藍色預警信號。

#### 廣東
全省發出之最高颱風預警信號： 颱風藍色預警信號
6月21日上午9時15分，廣東省氣象台發布颱風藍色預警信號。
6月23日上午10時25分，廣東省氣象台解除颱風藍色預警信號。

#### 廣西
全區發出之最高颱風預警信號： 颱風藍色預警信號
6月21日上午11時，廣西壯族自治區氣象台發布颱風藍色預警信號。
6月24日上午9時，廣西壯族自治區氣象台解除颱風藍色預警信號。

#### 海南
全省發出之最高颱風預警信號： 颱風藍色預警信號
6月22日上午5時，海南省氣象台發布颱風藍色預警信號。

##### 災情
受貝碧嘉的影響，三亞鳳凰國際機場取消或延誤147個進出港航班，滯留8000名乘客，並打亂了當地的交通。6月21日在北部灣，船上有四名漁民失去了聯繫後來在第二天發現他們。6月22日至23日，海南、广东南部、广西沿海等地出现强降雨过程，其中海南中部南部、广东东南部降暴雨到大暴雨，最大点雨量为海南三亚抱古227毫米、广东揭西龙颈150毫米。海南、广东两省部分河流出现小幅涨水，均未超过警戒水位。影响7.23万艘渔船全部进港避风，8.09万海上作业人员全部转移上岸。共有11.55万人受灾，无人员伤亡报告。整個海南島损失達3246万元人民币（5.3百萬美元）。

### 越南
大雨影響越南北部的幾個省份，其中在乂安省漢恩古的降雨量達356毫米。

### 馬來西亞
6月21日下午2時56分，馬來西亞氣象局發出強風及巨浪警報，指受「貝碧嘉」影響，浮羅交怡、玻璃市、吉打、檳城、馬六甲海峽、沙巴西海岸及古達吹每小時40至50公里公里的西南強風。同時「貝碧嘉」導致南海風速增強，吸走附近區域的濕氣，導致當地面臨更乾燥的氣候，加劇霧霾情況。氣象局副總監指最初預計當地在6月23日的空氣質量就會恢復正常水平，但隨著「貝碧嘉」的出現，煙霾的情況預計會延續至6月26日。

## 熱帶氣旋警告使用記錄

### 香港
| 香港天文台 熱帶氣旋警告信號 | 香港天文台 熱帶氣旋警告信號 | 香港天文台 熱帶氣旋警告信號 |
| --------------------------- | --------------------------- | --------------------------- |
| 上一熱帶氣旋                | 一號戒備信號                | 下一熱帶氣旋                |
| 強颱風天秤                  | 一號戒備信號                | 強烈熱帶風暴溫比亞          |
| 颱風啟德                    | 三號強風信號                | 強烈熱帶風暴溫比亞          |

### 澳門
| 地球物理暨氣象局 熱帶氣旋信號 | 地球物理暨氣象局 熱帶氣旋信號 | 地球物理暨氣象局 熱帶氣旋信號 |
| ----------------------------- | ----------------------------- | ----------------------------- |
| 上一熱帶氣旋                  | 一號風球                      | 下一熱帶氣旋                  |
| 強颱風天秤                    | 一號風球                      | 強烈熱帶風暴溫比亞            |
| 颱風啟德                      | 三號風球                      | 強烈熱帶風暴溫比亞            |

### 中國大陸
| 中國國家氣象中心 颱風預警信號 | 中國國家氣象中心 颱風預警信號 | 中國國家氣象中心 颱風預警信號 |
| ----------------------------- | ----------------------------- | ----------------------------- |
| 上一熱帶氣旋                  | 颱風藍色預警信號              | 下一熱帶氣旋                  |
| 強颱風山神                    | 颱風藍色預警信號              | 強烈熱帶風暴溫比亞            |

## 外部連結
- （日語）http://www.jma.go.jp/ （页面存档备份，存于） 日本氣象廳首頁
- （英文）http://www.usno.navy.mil/JTWC/ （页面存档备份，存于） 聯合颱風警報中心首頁
- （简体中文）https://web.archive.org/web/20120928121548/http://www.nmc.gov.cn/ 中央氣象台首頁
- （繁體中文）http://www.cwb.gov.tw/ （页面存档备份，存于） 中央氣象局首頁
- （繁體中文）http://www.hko.gov.hk/ （页面存档备份，存于） 香港天文台首頁
- （繁體中文）http://www.smg.gov.mo/ （页面存档备份，存于） 澳門地球物理暨氣象局首頁